# Honor of the Family
Honor of the Family is een Amerikaanse dramafilm uit 1931 onder regie van Lloyd Bacon. Destijds werd de film in Nederland uitgebracht onder de titel Voor de eer der familie. De film is wellicht zoekgeraakt.

## Verhaal
Laura is de maîtresse van de rijke Paul Barony. Ze is razend, wanneer diens neef Boris op bezoek komt op het kasteel om zijn oom voor haar te behoeden. Ze loopt weg in de wetenschap dat Paul haar zal laten halen. Boris volgt haar op verzoek van zijn oom en ziet haar samen met haar minnaar. Hij bedenkt een valstrik om Laura te ontmaskeren.

## Rolverdeling
| Acteur            | Personage             |
| ----------------- | --------------------- |
| Bebe Daniels      | Laura                 |
| Warren William    | Kapitein Boris Barony |
| Alan Mowbray      | Tony Revere           |
| Blanche Friderici | Mevrouw Boris         |
| Frederick Kerr    | Paul Barony           |
| Dita Parlo        | Roszi                 |
| Allan Lane        | Joseph                |
| Harry Cording     | Kouski                |
| Murray Kinnell    | Kapitein Elek         |
| C. Henry Gordon   | Renard                |
| Alphonse Ethier   | Bela                  |
| Carl Miller       | Luitenant Kolman      |